# Droga wojewódzka 583
Die Droga wojewódzka 583 (DW 583) ist eine 29 Kilometer lange Droga wojewódzka (Woiwodschaftsstraße) in der polnischen Woiwodschaft Masowien und der Woiwodschaft Łódź, die Bedlno mit Sanniki verbindet. Die Strecke liegt im Powiat Kutnowski und im Powiat Gostyniński.

## Streckenverlauf
Woiwodschaft Łódź, Powiat Kutnowski
-  Bedlno (DK 92)
- Dobrzelin
-  Żychlin (Zichlin) (DW 573)

Woiwodschaft Masowien, Powiat Gostyniński
- Skrzeszewy
- Model
- Pacyna
- Janówek
- Lwówek
- Aleksandrów
-  Sanniki (DW 577, DW 584)